# Eumorpha analis
Eumorpha analis là một loài bướm đêm thuộc họ Sphingidae. Loài này có ở Bolivia, Argentina, Paraguay và Brasil.
Con trưởng thành bay vào tháng 3 và từ tháng 11 đến tháng 12 in Bolivia và in tháng 12 in Argentina.
Ấu trùng có thể ăn Vitis species.